# Wilhelm Solms
Wilhelm Solms, egentligt: Wilhelm Prinz zu Solms-Hohensolms-Lich (født 5. januar 1937 i Lich, død 26. november 2024), var en tysk germanist.

## Karriere
Solms studerede tysk og musikvidenskab ved Universitetet i München og på Musikakademiet i Wien.
I 1974-1977 var han videnskabelig assistent ved Institut for Moderne tysk filologi ved Universitetet i München.
Fra 1977 til 2001 var han professor i kommunikationsvidenskab og mediedidaktik på Universitetet i Marburg.
Hans forskning og udgivelser fokuserede på litteratur fra det 19. århundrede: Goethe, Grimms eventyr, Sigøjner-beskrivelser i litteraturen og antiziganisme.
Solms var medstifter af Selskabet for forskning i antiziganisme, og redaktør af selskabets nyhedsbrev.

## Forældre
Wilhelm Solms var søn af baronesse Gertrud af Werthern-Beichlingen (1913–1987) og arveprins Hermann Otto Wilhelm Ludwig Erbprinz zu Solms-Hohensolms-Lich (1902–1940).
Arveprins Hermann var reserveofficer i Luftwaffe og faldt under 2. verdenskrig.
Efter arveprins Hermanns død giftede baronesse Gertrud sig med forfatteren Hans Joachim Sell (de) (1920–2007), der således blev stedfar til Wilhelm Solms.
Wilhelm Solms er sønnesøn af grevinde Marka Klara Rosa af Solms-Sonnenwalde (1879–1965) og titulær fyrste Reinhard Ludwig zu Solms-Hohensolms-Lich (1867–1971). 

## Søskende
Wilhelm Solms havde to ældre søskende: Philipp Reinhard zu Solms-Hohensolms-Lich (1934 – 2015), overhoved for fyrsteslægten Solms-Hohensolms-Lich og journalist Dorothea, grevinde Razumovsky (1935 – 2014).
Wilhelm Solms havde to yngre søskende: Eleonore von der Burg (født 1938) og FDP-politikeren Hermann Otto Solms (født 1940), der har været næstformand for Forbundsdagen .

## Familie
Wilhelm Solms var gift med Millicent von Boch-Galhau (født 1937 i Mettlach i Landkreis Merzig-Wadern), og blev far til fire børn: 
- Benedict (født 1965).
- Cynthia (født 1967), gift med Richard, greve von Waldburg-Wolfegg-Waldsee (født 1965). 
  - Mafalda Maria Millicent Giacobea, grevinde von Waldburg zu Wolfegg und Waldsee (født 2004)
  - Thaddäus Richard Gangolf Wunibald, greve von Waldburg zu Wolfegg und Waldsee født 2006)
  - Cajetan Seraphin Lucio Willibald Joseph, greve von Waldburg zu Wolfegg und Waldsee (født 2008)
- Amice (født 1972), gift med Johannes von Thurn und Valsassina (født 1967).
  - Albertina, grevinde von Thurn und Valsassina-Como-Vercelli (født 2002)
  - Mattea, grevinde von Thurn und Valsassina-Como-Vercelli
- Christian-Lucius (født 1974), gift med Rebecca von Meister. De er forældre til prins Maximilian af Solms-Hohensolms-Lich.